# Nils Oskamp

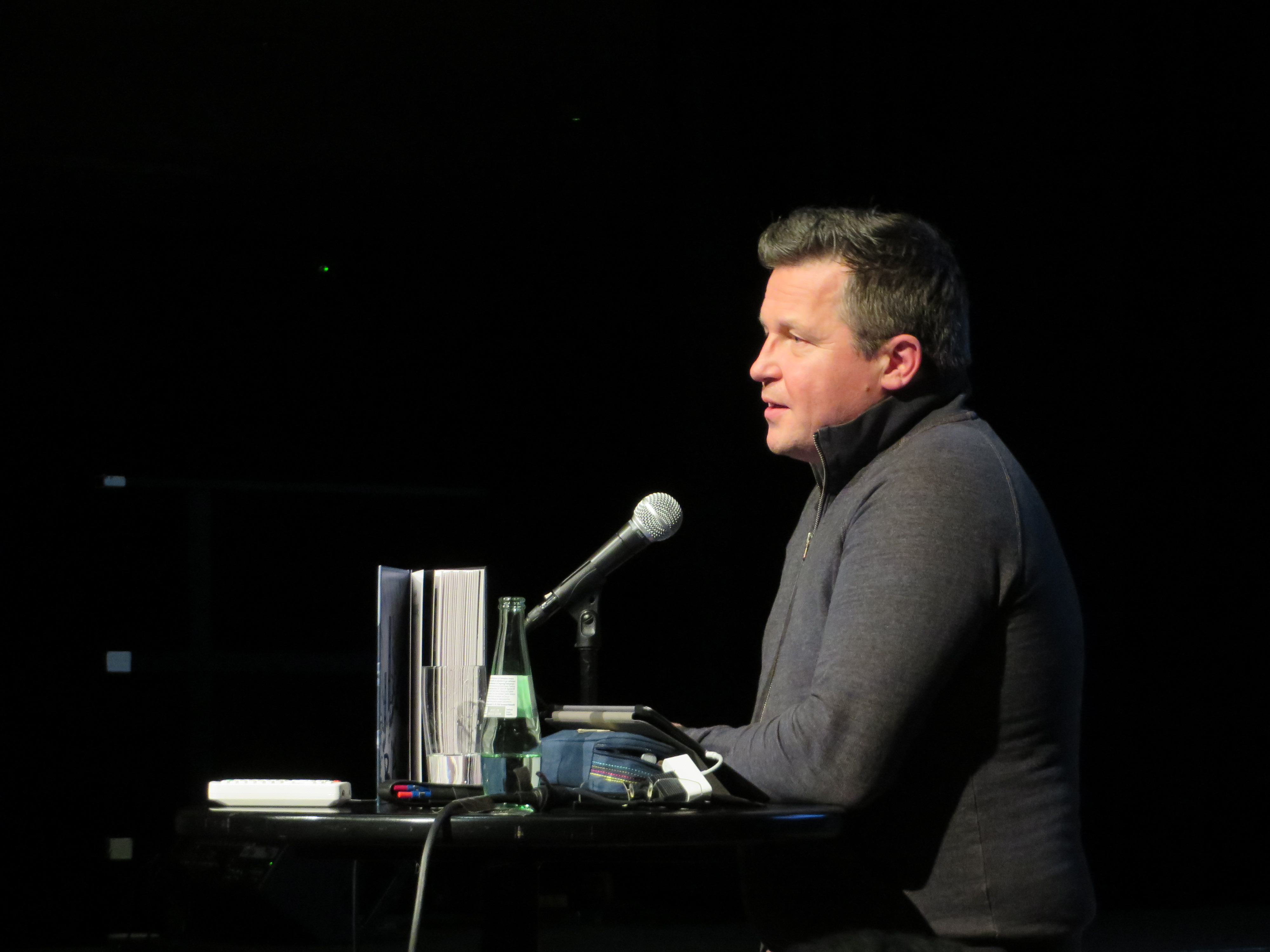
Nils Oskamp bei einer Lesung in Bochum, 2017

Nils Oskamp (* 11. Dezember 1969 in Bochum) ist ein deutscher Grafikdesigner, Illustrator, Trickfilmer, Comiczeichner und Aktivist.

## Leben
Oskamp studierte zunächst Grafik-Design an der Ruhrakademie in Schwerte und später Trickfilm an der Hamburg Animation School.  Mit seinem Abschlussfilm Voodee gewann er den Hamburg Animation Award.
Mit sechs anderen Hamburger Illustratoren gründete Oskamp 2002 den Berufsverband Illustratoren Organisation. Er besuchte dreizehnmal das Comic-Seminar in Erlangen und veröffentlichte in dem Jubiläumsbuch Déjà-Vu die Kurzgeschichte Auf Wiederseemann. 2006 arbeitete er als Gastkünstler im Atelier Sanzot. 2007 begann er im Atelier du Marquis Angoulême mit den Arbeiten zu seiner Graphic-Novel Drei Steine; diese erschien im Mai 2016 bei Panini und wurde mit einer Ausstellung auf dem Comic-Salon Erlangen vorgestellt.
Oskamp arbeitet seit 1999 als Illustrator für die Zeitschriften Spiegel, Hörzu, Men’s Health, Geolino, Auto-Bild und verschiedenen Werbeagenturen. Mit der Ausstellung Drei Steine war Oskamp aktiv gegen rechtspopulistische Verlage auf der Frankfurter Buchmesse und der Leipziger Buchmesse vertreten. Oskamp hält Lesungen und Workshops an Schulen, um über Rechtsradikalismus aufzuklären. Die Wanderausstellung zu der Graphic Novel Drei Steine war bisher an zwölf Orten zu sehen. 2020 wurde Drei Steine in Kooperation mit der Freiburger Band Qult animiert und musikalisch unterlegt.

## Auszeichnungen
- 2003: Hamburg Animation Award
- 2012: Red Dot Design Award
- 2016: Rudolph-Dirks-Award

## Werke
- 2003: Voodee (Trickfilm)
- 2006: Déjà-Vu (Comic)
- 2016: Drei Steine (Graphic-Novel)

## Ausstellungen
- 2016: Internationaler Comic-Salon Erlangen
- 2016: Dortmund, NS-Gedenkstätte Steinwache
- 2016: Aachen, Comiciade
- 2016: Frankfurter Buchmesse (gegenüber der neurechten Wochenzeitung Junge Freiheit)
- 2017: Kulturzentrum Bahnhof-Langendreer
- 2017: Leipziger Buchmesse (gegenüber dem rechtspopulistischen Querfront-Magazin Compact)
- 2017: Comicfestival München
- 2017: NS Gedenkhalle Oberhausen (September bis Dezember 2017)
- 2018: NS-Gedenkstätte Kreismuseum Wewelsburg (Februar bis April 2018)
- 2018: Schwarzenbach a.d. Saale, Comicmuseum Erika-Fuchs-Haus (Juli bis November 2018)[3]
- 2018: Darmstadt, Justus-Liebig-Haus
- 2019: Berlin, Galerie Neurotitan im Haus Schwarzenberg[4]